# 김동렬 (일제강점기)
김동렬(金東烈, 1912년 10월 26일 ~ 1948년 6월 26일)은 일제강점기에 만주 지역에서 활동한, 사회주의 계열의 운동가였다.

## 생애
본적지는 함경북도 회령군이다. 1928년 농민협회에 가입하고 이듬해에는 공산청년회에서 소조장을 맡은 사회주의 계열의 운동가였다. 옌지 지역에서 공청단 계림촌지부 책임자와 해란구위 선전부장의 직책을 맡아 활발하게 활동했다.
그러나 1933년과 1934년에 두 차례에 걸쳐 일제에 체포된 뒤부터 친일파로 변절하게 된다. 한 차례 체포에도 굴하지 않고 공산주의 운동을 계속하다가 재차 체포되었을 때 간도협조회 회장인 김동한이 보증을 서주어 석방될 수 있었고, 이후 간도협조회 소속의 공작원이 된 것이다.
김동렬이 소속되어 있던 간도협조회는 1934년에 창설된 일본군 외곽특무조직으로, 산하에 무장 조직인 특별공작대가 편성되었다. 김동렬은 왕칭 현과 둔화 현 일대에서 항일 세력 토벌을 지휘했고, 1936년을 기준으로 일본 헌병대의 일등병과 같은 대우를 받았다. 1935년에는 본부특별공작대 공작원으로 항일 부대인 동북인민혁명군을 직접 습격하여 물품을 노획하기도 했다. 중국 측 기록에 따르면 김동렬은 이 기간 중 중국 공산당 조직을 파괴하고 민족정서를 선동하여 분열을 책동하는 "죄악적 활동"에 종사했다.
1939년에는 일본 도쿄의 흥아공학원으로 유학을 갈 수 있었고, 일본군 특무부직에서 특무 훈련을 받은 뒤 동만주 지부에서 정탐 활동을 벌였다. 일본 관동군 참모부 제2과의 이해천특무조직 소속이었다. 이후 1941년부터 일제가 패망할 때까지 창춘에서 현장기술원으로 근무했다.
1945년에 태평양 전쟁이 종전되자 평양으로 귀국해 전공인 토목업에 종사했으나, 조선민주주의인민공화국 내무국의 협조로 체포되어 중국으로 압송되었다. 1948년 6월 26일 옌지에서 열린 군중공판대회를 통해 처형되었다.

## 사후
- 대한민국 친일반민족행위진상규명위원회가 2007년에 발표한 친일반민족행위 195인 명단에 포함되었다.
- 2008년 민족문제연구소가 정리한 친일인명사전 수록예정자 명단 중 해외 부문에도 들어 있다.

## 같이 보기
- 간도협조회

## 참고자료
- 친일반민족행위진상규명위원회 (2007년 12월). 〈김동렬〉 (PDF). 《2007년도 조사보고서 II - 친일반민족행위결정이유서》. 서울. 2021~2032쪽쪽. 발간등록번호 11-1560010-0000002-10. [깨진 링크(과거 내용 찾기)]